# New Divide
«New Divide» (с англ. — «Новая граница») — песня рок-группы Linkin Park, вышедшая 18 мая 2009 года. Премьера видеоклипа на неё состоялась 12 июня на MySpace, а сингл вышел 15 июня 2009 года.
На официальном YouTube-канале группы видеоклип имеет на данный момент более 500 миллионов просмотров.

## Создание
В 2007 году песня Linkin Park «What I’ve Done» стала саундтреком к фильму «Трансформеры». Памятуя об удачном сотрудничестве, режиссёр Майкл Бэй, работавший над продолжением фильма под названием «Трансформеры: Месть падших», связался с Linkin Park и предложил вновь поработать вместе. При встрече Бэй показал музыкантам фрагменты из фильма, чтобы им было более понятно, в каком духе будет кинолента, и в этом настроении они начали писать. После того, как трек был готов, Linkin Park встретились с композиторами Хансом Циммером и Стивом Яблонски, и вместе они написали различные интерпретации «New Divide». По словам Майка Шиноды, название песни родилось из сюжета фильма: «Есть такой момент, где Сэм оставляет своё прошлое позади и начинает двигаться в новом направлении, и самым сложным для него становится переступить через границу между прошлым и будущим. Отсюда и пошло название песни».

## Список композиций
Слова и музыка всех песен — Linkin Park.
| №  | Название                    | Длительность |
| -- | --------------------------- | ------------ |
| 1. | «New Divide»                | 4:28         |
| 2. | «New Divide» (Instrumental) | 4:29         |
| 3. | «New Divide» (A Cappella)   | 3:56         |

| №  | Название     | Длительность |
| -- | ------------ | ------------ |
| 1. | «New Divide» | 4:29         |

| №  | Название            | Длительность |
| -- | ------------------- | ------------ |
| 1. | «New Divide» (Live) | 4:54         |

| №  | Название                    | Длительность |
| -- | --------------------------- | ------------ |
| 1. | «New Divide» (Instrumental) | 4:29         |
| 2. | «New Divide» (A Cappella)   | 3:55         |

## Чарты и сертификации
| Чарт (2009)                                | Высшая позиция |
| ------------------------------------------ | -------------- |
| Австралия (ARIA)                           | 3              |
| Австрия (Ö3 Austria Top 40)                | 2              |
| Бельгия/Фландрия (Ultratop 50)             | 1              |
| Бельгия/Валлония (Ultratop 50)             | 32             |
| Канада (Billboard Canadian Hot 100)        | 3              |
| Канада (Billboard CHR/Top 40)              | 42             |
| Канада (Billboard Rock)                    | 1              |
| Чехия (Rádio — Top 100)                    | 11             |
| Европа (Billboard Euro Digital Song Sales) | 12             |
| Финляндия (Suomen virallinen lista)        | 1              |
| Германия (GfK)                             | 4              |
| Ирландия (IRMA)                            | 21             |
| Италия (FIMI)                              | 19             |
| Нидерланды (Dutch Top 40)                  | 23             |
| Нидерланды (Single Top 100)                | 68             |
| Новая Зеландия (Recorded Music NZ)         | 2              |
| Польша (LP3)                               | 1              |
| Словакия (Rádio — Top 100)                 | 13             |
| Швеция (Sverigetopplistan)                 | 13             |
| Швейцария (Schweizer Hitparade)            | 7              |
| Великобритания (OCC UK Singles)            | 19             |
| Великобритания (OCC UK Rock & Metal)       | 1              |
| США (Billboard Hot 100)                    | 6              |
| США (Billboard Adult Pop Airplay)          | 21             |
| США (Billboard Alternative Airplay)        | 1              |
| США (Billboard Mainstream Rock)            | 1              |
| США (Billboard Pop Airplay)                | 26             |

| Чарт (2009)                              | Позиция |
| ---------------------------------------- | ------- |
| Австралия (ARIA)                         | 29      |
| Австрия (Ö3 Austria Top 40)              | 17      |
| Канада (Canadian Hot 100)                | 51      |
| Германия (GfK Entertainment Charts)      | 33      |
| Новая Зеландия (Recorded Music NZ)       | 23      |
| Россия (Tophit)                          | 124     |
| Швейцария (Schweizer Hitparade)          | 33      |
| Великобритания (Official Charts Company) | 145     |
| США (Billboard Hot 100)                  | 61      |
| США (Billboard Hot Rock Songs)           | 3       |

| Регион | Сертификация  | Продажи   |
| --- | ------------- | --------- |
| Австралия (ARIA) | Платиновый    | 70 000^   |
| Канада (Music Canada) | Платиновый    | 80,000^   |
| Германия (BVMI) | 3× Золотой    | 450 000   |
| Япония (RIAJ) | Платиновый    | 250 000*  |
| Новая Зеландия (RMNZ) | Платиновый    | 15 000*   |
| Великобритания (BPI) | Золотой       | 400 000   |
| США (RIAA) | 3× Платиновый | 3 000 000 |
| * Данные о продажах приведены только на основе сертификации. · ^ Данные о тиражах приведены только на основе сертификации. · Данные о продажах + прослушиваниях приведены только на основе сертификации. |               |           |